# Scream VI
Scream VI (bra: Pânico 6 ou Pânico VI; prt: Gritos 6) é um filme americano de 2023, do subgênero slasher, dirigido por Matt Bettinelli-Olpin e Tyler Gillett, com roteiro de Guy Busick e James Vanderbilt. É uma sequência de Pânico (2022) e o sexto filme da série de filmes Pânico. O filme é estrelado por Melissa Barrera, Mason Gooding, Roger L. Jackson, Jenna Ortega, Jasmin Savoy Brown, Skeet Ulrich, Hayden Panettiere e Courteney Cox, todos reprisando seus papéis de filmes anteriores, com Jack Champion, Henry Czerny, Liana Liberato, Dermot Mulroney, Devyn Nekoda, Tony Revolori, Josh Segarra e Samara Weaving se juntando ao elenco. A trama acompanha um novo assassino Ghostface, que começa a perseguir os sobreviventes dos assassinatos de Woodsboro, na cidade de Nova York.
Um sexto filme da franquia Pânico foi anunciado poucas semanas após a estreia bem-sucedida de Pânico (2022). Grande parte do elenco assinou contrato para reprisar seus papéis, com Bettinelli-Olpin, Gillett, Vanderbilt e Busick também retornando. As filmagens ocorreram em Montreal, Canadá, de junho ao final de agosto de 2022. Neve Campbell não reprisou seu papel como Sidney Prescott devido a uma disputa salarial, tornando este o único filme da franquia Pânico a não tê-la como personagem. Brian Tyler, que havia composto a trilha sonora do quinto filme, retornou para compor e conduzir a trilha, com Sven Faulconer se juntando a Tyler como co-compositor.
Pânico VI estreou no AMC Lincoln Square Theater, em Manhattan, em 6 de março de 2023, e foi lançado nos Estados Unidos em 10 de março pela Paramount Pictures. O filme recebeu críticas geralmente positivas, que elogiaram o novo cenário da franquia, o aumento da violência e as atuações do elenco. Arrecadou US$ 169 milhões em todo o mundo, tornando-se o primeiro filme da franquia a arrecadar mais de US$ 100 milhões nas bilheterias americanas desde Pânico 2 (1997) e o filme de maior bilheteria da franquia nos Estados Unidos e Canadá (sem ajustes pela inflação). Ganhou o prêmio de Melhor Filme no MTV Movie & TV Awards de 2023 e ficou em terceiro lugar na lista do The Hollywood Reporter dos "Melhores Filmes de Terror da Década". Uma sequência, Pânico 7, está programada para ser lançada em 27 de fevereiro de 2026.

## Sinopse
O terror acompanha os quatro sobreviventes do recente massacre de Ghostface: Sam, Tara, Chad e Mindy. O grupo decide se mudar de Woodsboro para recomeçar em uma nova cidade. No entanto, em pouco tempo, os quatro se tornam alvo de um novo serial killer mascarado.

## Enredo
Um ano após os assassinatos de Woodsboro orquestrados por Richie Kirsch e Amber Freeman, Laura Crane, professora da Universidade Blackmore, é enganada e assassinada por seu aluno, Jason Carvey, que usava uma fantasia de Ghostface. Jason, com seu colega de quarto, Greg Bruckner, trama para matar as irmãs Sam e Tara Carpenter e terminar o "filme" que Richie e Amber queriam fazer. No entanto, Jason recebe uma ligação de um Ghostface diferente, que matou Greg e, em seguida, esfaqueou Jason até a morte.
As irmãs Carpenter agora residem na cidade de Nova York, com Tara frequentando a Universidade Blackmore ao lado dos companheiros sobreviventes e gêmeos Chad e Mindy Meeks-Martin; sua colega de quarto, Quinn Bailey; a namorada de Mindy, Anika Kayoko; e o colega de quarto de Chad, Ethan Landry. Sam frequenta terapia com o Dr. Christopher Stone e se tornou uma pária pública por causa de uma teoria da conspiração online de que ela foi a verdadeira mentora dos assassinatos recentes. O pai de Quinn, o detetive Wayne Bailey, chama Sam para interrogatório, pois sua identidade foi encontrada na cena do assassinato de Jason, junto com uma máscara de Ghostface usada por Richie e Amber. A caminho da delegacia, Ghostface liga para Sam do número de Richie, ataca Tara, mata vários transeuntes em uma mercearia e deixa para trás outra máscara de Ghostface usada nos assassinatos de Woodsboro em 2011.
Na delegacia de polícia de Nova York, as irmãs Carpenter se encontram com o agente especial do FBI Kirby Reed, um sobrevivente dos assassinatos de 2011, e a repórter Gale Weathers, que desde então escreveu um novo livro sobre os assassinatos anteriores de Woodsboro, apesar de ter prometido às irmãs que não o faria. Gale as informa que Sidney Prescott se escondeu para proteger sua família. A Dra. Stone é assassinada por Ghostface, que rouba o arquivo de Sam e deixa para trás uma máscara usada nos assassinatos de Hollywood. Mindy teoriza que o assassino está seguindo as regras das franquias cinematográficas, especificamente a regra de que qualquer um pode morrer enquanto a franquia continuar. Da janela, o namorado de Sam, Danny, testemunha Ghostface esfaqueando Quinn no apartamento das irmãs Carpenter antes de atacar o grupo e matar Anika, deixando para trás uma máscara usada nos assassinatos do Windsor College. Gale leva o grupo para um teatro abandonado que ela encontrou enquanto investigava, que foi transformado em um santuário para os assassinos de Ghostface, apresentando muitos itens de evidências relacionados a massacres anteriores, agora exibidos como adereços de filmes.
Ghostface liga para Gale em seu apartamento e a atormenta sobre a morte de Dewey Riley[a] antes de matar seu namorado e atacá-la. As irmãs Carpenter chegam bem a tempo de impedir Ghostface de matar Gale, que é levada ao hospital. O grupo concorda em encontrar Kirby no teatro para capturar Ghostface. Mindy e Ethan são separados do grupo e, ao embarcar em outro trem, Mindy é esfaqueada por Ghostface no trem. No teatro, Sam tem uma alucinação de Billy Loomis. Pegando sua faca dos assassinos originais, ela percebe que eles estavam trancados lá dentro. Dois Ghostfaces aparecem e atacam Chad. Wayne e Kirby chegam com armas em punho e ele atira nela, revelando-se como um terceiro Ghostface e o mentor. Seus cúmplices são seus filhos, revelados como Ethan e Quinn ainda viva, que fingiu sua morte para aliviar as suspeitas. Elas revelam que sua motivação é se vingar de Sam pela morte de Richie, irmão delas e filho primogênito de Wayne. O trio também foi responsável pela campanha de difamação online contra Sam, tendo se infiltrado em sua vida com a intenção de matá-la. As irmãs Carpenter acabam vencendo e as combatem, com Tara esfaqueando Ethan e Sam matando Quinn, enquanto Wayne fica brevemente inconsciente. Sam então veste a fantasia de Ghostface de seu pai, provoca Wayne com um telefonema e o esfaqueia até a morte. Ethan reaparece, mas Kirby quebra um aparelho de televisão em sua cabeça, matando-o.
Sam concorda em deixar Tara viver sua vida de forma mais independente, e Tara concorda em fazer terapia. Enquanto Kirby e os gêmeos Meeks são levados ao hospital, Sam encara a máscara de Ghostface do pai antes de descartá-la e seguir Tara e Danny para a cidade.

## Elenco
- Courteney Cox como Gale Weathers
- Melissa Barrera como Samantha "Sam" Carpenter
- Jenna Ortega como Tara Carpenter
- Hayden Panettiere como Kirby Reed
- Mason Gooding como Chad Meeks-Martin
- Jasmin Savoy Brown como Mindy Meeks-Martin
- Dermot Mulroney como Detetive Wayne Bailey
- Jack Champion como Ethan Landry
- Liana Liberato como Quinn Bailey
- Devyn Nekoda como Anika Kayoko
- Josh Segarra como Danny Brackett
- Tony Revolori como Jason Carvey
- Samara Weaving como Laura Crane
- Henry Czerny como Dr. Christopher Stone
- Skeet Ulrich como Billy Loomis, pai de Sam, o qual aparece em suas visões
- Thomas Cadrot como Brooks
- Andre Anthony como Frankie
- Jason Cavalier como Dono da Bodega
- Thom Newell como Greg Bruckner
- Matthew Giuffrida como Paul
- Roger L. Jackson como Ghostface (voz)

Jack Quaid reprisa seu papel como Richie Kirsch em uma participação especial em vídeo sem créditos. O comediante Tim Robinson tem um papel não creditado como a voz de um dos ficantes da Quinn.

## Produção

### Desenvolvimento
Antes do lançamento de Pânico 4 (2011), o criador da série Kevin Williamson afirmou que já havia "mapeado" Pânico 5 e Pânico 6, mas esperaria para ver o sucesso de bilheteria do quarto filme antes de assinar contrato para mais filmes. Em julho de 2014, Williamson revelou que Pânico 4 seria o lançamento de uma nova trilogia de filmes, mas o filme "nunca decolou como eles esperavam". Williamson também disse que provavelmente não participaria de mais nenhum filme, já que o diretor da série, Wes Craven, e sua equipe já haviam "encerrado" o projeto. Na proposta inicial de Williamson, Pânico 5 mostraria Jill Roberts sendo perseguida por um assassino em seu campus universitário, enquanto Pânico 6 teria Gale Weathers como personagem principal e lidaria com seu relacionamento com Dewey Riley.
Em janeiro de 2022, Neve Campbell, David Arquette, Matt Bettinelli-Olpin e Tyler Gillett expressaram interesse em fazer futuros filmes da série. Courteney Cox mais tarde expressaria interesse em uma sequência enquanto fazia publicidade para Shining Vale. Um sexto filme foi oficialmente aprovado em 3 de fevereiro de 2022, pela Spyglass Media Group. Olpin e Gillett, da Radio Silence, retornariam à direção, enquanto James Vanderbilt e Guy Busick escreveriam o roteiro novamente. No final do mês, Campbell foi abordado para retornar ao filme. No mês seguinte, Cox recebeu o roteiro e foi cortejada para reprisar seu papel. Também em março, a data de lançamento do sexto filme foi definida para 31 de março de 2023. Algumas semanas depois, surgiram detalhes da trama, que se passaria fora de Woodsboro. Em junho, foi anunciado que o filme se passaria na cidade de Nova York. Ortega disse que o filme contaria com um Ghostface mais "agressivo e violento" do que nos filmes anteriores.

### Elenco
Em maio de 2022, foi anunciado que Melissa Barrera, Jasmin Savoy Brown, Mason Gooding e Jenna Ortega retornariam para o sexto filme. No dia seguinte, foi anunciado que Hayden Panettiere reprisaria seu papel de Kirby Reed do quarto filme. Quando questionada sobre seu envolvimento no filme, Cox afirmou que seu contrato ainda não havia sido concluído. Também em junho, foi anunciado que Dermot Mulroney havia se juntado ao elenco, interpretando um policial, e Cox confirmou oficialmente seu envolvimento com o filme. Em 16 de junho, Jack Champion, Liana Liberato, Devyn Nekoda e Josh Segarra se juntaram ao elenco,  seguidos por Henry Czerny em 23 de junho. Samara Weaving e Tony Revolori foram anunciados como membros do elenco em 14 de julho.

#### Envolvimento de Neve Campbell
Em 6 de junho de 2022, foi anunciado que Campbell não retornaria como Sidney Prescott para o sexto filme. A atriz fez uma declaração sobre como suas negociações de contrato e salário pararam com a Paramount Pictures:
"Como mulher, tive que trabalhar muito duro em minha carreira para estabelecer meu valor, especialmente quando se trata de Scream. Senti que a oferta que me foi apresentada não correspondia ao valor que eu trouxe para a franquia. Uma decisão muito difícil de seguir em frente. Para todos os meus fãs de Scream, eu amo vocês. Vocês sempre me apoiaram muito. Sou eternamente grato a vocês e ao que essa franquia me deu nos últimos 25 anos."
Campbell expandiu sua declaração algumas semanas depois, dizendo que não suportava "entrar no set e se sentir desvalorizada" e que a oferta teria sido diferente se ela fosse um homem.
IndieWire observou que a atriz passou 26 anos atuando na franquia e anunciou que era "o fim de uma era". David Arquette afirmou: "Eu adoraria que ela fizesse parte disso. Um filme de Scream sem Sidney é meio infeliz, mas eu entendo a decisão dela. É tudo um negócio de certa forma, eles têm que equilibrar todos esses elementos para caber em um orçamento e produzir um filme." Jasmin Savoy Brown, assim como ex-colegas de elenco de Scream, tais como Emma Roberts, Sarah Michelle Gellar, Matthew Lillard e Jamie Kennedy, também expressaram seu apoio à decisão de Campbell e elogiaram suas contribuições para a franquia. Em março de 2023, Courteney Cox disse à Variety que sentia falta de trabalhar com Campbell no filme, mas que iria "apoiar o que ela achasse certo". Mesmo que ela não estivesse no filme, foi dito que o roteiro ainda continha referências e era "protetor" da personagem Sidney.
Em dezembro de 2022, a Radio Silence Productions comentou sobre a ausência de Campbell, dizendo que sua ausência afetou "muito" o roteiro. No entanto, em março de 2023, a dupla afirmou que o roteiro havia mudado "muito pouco" desde que Campbell havia saído "bem cedo no processo". Em ambos os casos, eles disseram que decidiram usar a mudança como uma oportunidade para se concentrar mais em outros personagens, particularmente nos quatro jovens sobreviventes do filme anterior. Eles também mencionaram o quanto amam Campbell e a personagem Sidney e que ela poderia retornar em produções futuras.

### Filmagens

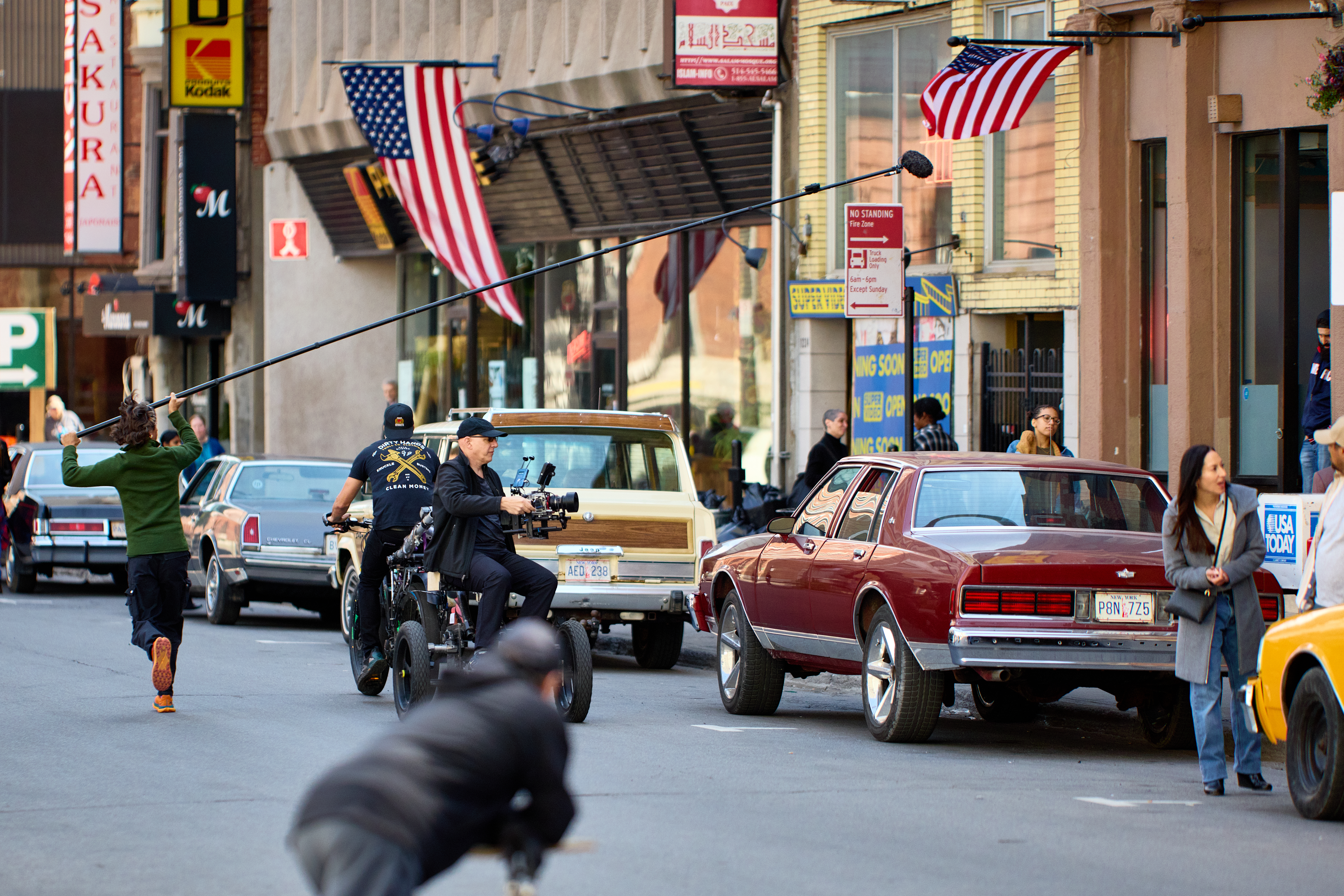
Filmagens do filme em Stanley Street, Montreal, em 2022

As filmagens começaram em 9 de junho de 2022, em Montreal, Canadá. Vanderbilt, Paul Neinstein e William Sherak produziram pela Project X Entertainment, enquanto Chad Villella, Cathy Konrad, Marianne Maddalena e Williamson atuaram como produtores executivos. Hayden Panettiere posou para uma foto no set em 6 de agosto, junto com Jasmin Savoy Brown, que foi divulgada por vários meios de comunicação devido ao seu retorno à franquia. Courteney Cox revelou que havia terminado de filmar sua parte em 14 de agosto. As filmagens terminaram no final de agosto.
A cena do metrô foi feita sem tela verde, dependendo em grande parte de efeitos práticos. De acordo com o diretor de fotografia Brett Jutkiewicz, "A equipe de efeitos especiais conseguiu rebocar o vagão para dentro e para fora do nosso cenário da plataforma do metrô. Então, há alguns breves momentos em que você pode ver o vagão parando em uma estação. Isso é realmente prático. Ele está sendo puxado de um túnel de tecido preto para o nosso cenário da plataforma do metrô e você pode realmente vê-lo chegando." No entanto, Jutkiewicz inicialmente protestou contra os efeitos de cintilação do trem do metrô: "Eu definitivamente disse aos diretores: 'Isso é demais? Não é totalmente realista que ele cintile tanto.' E eles disseram: 'Não, nós adoramos. Funciona.' E eu acho que é isso que importa neste filme: estamos criando esse naturalismo intensificado onde, mesmo que algo não seja muito fiel à realidade, queríamos que fosse verdadeiro o suficiente para fazer você se sentir como se estivesse nesses ambientes enquanto intensificamos a experiência e nos aprofundamos na tensão e na experiência emocional pelas quais os personagens estão passando."
O clímax do filme apresenta a projeção de um filme fictício feito pelo personagem Richie Kirsch. Algumas das cenas exibidas são, na verdade, vídeos caseiros do ator Jack Quaid, intercalados com cenas do filme, com dublagens também fornecidas por Quaid. O filme apresenta muitas homenagens e itens de filmes anteriores dentro do museu do teatro. Os itens usados não eram, na verdade, os adereços originais dos filmes anteriores, mas sim recriados pelos departamentos de arte e figurino do filme.

## Trilha sonora
A trilha sonora do filme é de Brian Tyler, que retorna da produção anterior. Sven Faulconer co-escreveu a trilha sonora do filme com Tyler. A cantora americana Demi Lovato lançou "Still Alive" em 3 de março de 2023, pela Island Records, como o primeiro single da trilha sonora do filme. Mike Shinoda, do Linkin Park, lançou uma música solo como parte da trilha sonora de Scream VI, "In My Head", em 10 de março, com participação de Kailee Morgue. O álbum da trilha sonora do filme foi lançado em 10 de março pela Paramount Music.

## Lançamento
Pânico VI teve sua estreia mundial no AMC Lincoln Square Theater em 6 de março de 2023. O filme foi lançado nos Estados Unidos em 10 de março de 2023 pela Paramount Pictures. O lançamento original estava previsto para 31 de março de 2023. O filme foi lançado nos formatos RealD 3D, 4DX e Dolby Cinema.

### Marketing
Em várias cidades, ocorreu um golpe de marketing viral, quando a empresa de marketing do estúdio enviou pessoas usando fantasias e máscaras de Ghostface para ficarem imóveis em frente às câmeras e andarem pelas ruas, resultando em várias ligações para o 911 de moradores inquietos. A campanha de marketing também incluiu o lançamento de um site que permitia aos usuários americanos receber ligações telefônicas personalizadas do Ghostface, Refeições com tema de grito em diferentes restaurantes pop-up da rede e um passeio envolvente com adereços e cenários reconstruídos da franquia na Califórnia; as apresentações incluíram aparições dos diretores e produtores da Radio Silence Productions, juntamente com os atores Mason Gooding, Dermot Mulroney e Tony Revolori.

### Home media
Pânico VI foi lançado digitalmente em 25 de abril de 2023 nos EUA, onde também começou a ser transmitido no Paramount+ e em várias outras regiões. Foi lançado em VOD em 9 de maio de 2023 em outras regiões, como Reino Unido e Irlanda. O DVD, Blu-ray e Ultra HD Blu-ray foram lançados nos EUA e em algumas regiões em 11 de julho de 2023. Após seu lançamento, o filme estreou em primeiro lugar na parada oficial de filmes do Reino Unido, Top 40. O filme arrecadou US$ 5,6 milhões em vendas de mídia digital.

## Recepção

### Bilheteria
Pânico VI arrecadou US$ 108,2 milhões nos Estados Unidos e Canadá, e US$ 60,8 milhões em outros territórios, para um total mundial de US$ 169,1 milhões. O Deadline Hollywood calculou o lucro líquido do filme em US$ 60 milhões, somando todas as despesas e receitas.
Nos Estados Unidos e Canadá, Pânico VI foi projetado para arrecadar de US$ 35 a 40 milhões em 3.675 cinemas em seu fim de semana de estreia. O filme arrecadou US$ 19,3 milhões em seu primeiro dia, incluindo US$ 5,7 milhões nas prévias de quinta-feira à noite. A estreia arrecadou US$ 44,4 milhões, marcando o maior fim de semana de estreia da franquia e terminando em primeiro lugar nas bilheterias. Do público do fim de semana de estreia, 71% tinha entre 18 e 34 anos (com 42% entre 18 e 24 anos), enquanto 51% eram homens. Arrecadou US$ 17,5 milhões em seu segundo fim de semana, ficando em segundo lugar, atrás do estreante Shazam! Fúria dos Deuses, e depois US$ 8,4 milhões em seu terceiro final de semana, terminando em quarto. O filme ultrapassou a marca de US$ 100 milhões em 5 de abril, tornando-se o primeiro da franquia a fazê-lo nos Estados Unidos desde Pânico 2 (1997). Tornou-se o filme de maior bilheteria da franquia nos Estados Unidos e Canadá em dólares não ajustados.
No Brasil, estreou no topo da bilheteria, arrecadando mais de 8,4 milhões de reais.

### Crítica
No site agregador de críticas Rotten Tomatoes, 77% das 311 avaliações de críticos são positivas, com uma nota média de 6,7/10. O consenso do site diz: "Certos aspectos da franquia de terror com o meta mais mortífero podem estar ficando obsoletos, mas uma mudança de cenário e algumas cenas criativas ajudam a manter Pânico VI razoavelmente afiado." O Metacritic, que usa uma média ponderada, atribuiu ao filme uma pontuação de 61 de 100, com base em 53 críticos, indicando avaliações "geralmente favoráveis". O público entrevistado pelo CinemaScore deu ao filme uma nota média de B+ em uma escala de A+ a F, enquanto o público do PostTrak deu uma nota geral positiva de 87%, com 74% dizendo que definitivamente o recomendariam.
Richard Roeper, do Chicago Sun-Times, deu ao filme três de quatro estrelas, escrevendo: "Mesmo assim, partimos para mais um festival de gritos agressivamente macabro, perversamente engraçado e, às vezes, habilmente encenado, que desafia a lógica alegremente, ao mesmo tempo em que atinge todas as notas certas que esperamos da franquia". Ele elogiou as atuações de Barrera, Ortega e Brown e sentiu que o final do filme foi "o mais bizarro e espetacularmente brutal de todos". Owen Gleiberman, escrevendo para a Variety, deu ao filme uma crítica positiva, apesar de considerá-lo "muito longo", observando que "é um thriller muito bom [...] [e] um jogo de tiro homicida sangrento que é inteligente em todos os sentidos, encenado e filmado com mais força do que o filme anterior, ansioso para tirar vantagem de seu cenário cosmopolita mais amplo, porém fechado".
Benjamin Lee, do The Guardian, deu ao filme uma classificação de quatro estrelas de cinco, descrevendo-o como mais sangrento e uma continuação mais inteligente de Pânico (2022). Simon Thompson, do The Playlist, deu nota A ao filme e descreveu Panettiere como "o ingrediente ativo aqui, uma avalanche de surpresas, e ela se deleita no papel, proporcionando um verdadeiro deleite para os fãs mais dedicados". O escritor do Bleeding Cool, Aedan Juvet, descreveu o sexto filme como um filme de gênero "perfeito", elogiando o retorno de Panettiere à franquia. Em uma crítica com quatro de cinco estrelas, Clarisse Loughrey, do The Independent, chamou o filme de "sangrento, satisfatório e ridiculamente divertido" e elogiou a atuação de Panettiere, que "interpreta o papel com uma sagacidade astuta".
Olly Richards, ao analisar o filme para a Empire, deu-lhe três de cinco estrelas, opinando que era "ainda muito mais inventivo e divertido do que a maioria das franquias de terror de época semelhante", mas "uma das séries mais tolas em termos de enredo, mas ainda assustador e engraçado o suficiente para deixar você esperando que Ghostface possa matar novamente". Jeffrey Anderson, escrevendo para o Common Sense Media, escreveu: "Embora esta sequência de terror esteja atolada em uma história complexa e seja muito mais brutal do que assustadora, os personagens fortes e um mistério eficaz se unem para torná-la um nível acima da média. Os fãs da franquia provavelmente vão querer assistir aos cinco filmes anteriores antes de encarar Pânico VI, já que há muitas, muitas referências a eles." Frank Scheck, do The Hollywood Reporter, fez uma crítica mista, acreditando que o filme seria uma adição satisfatória à franquia ao misturar nostalgia com uma abordagem inovadora, mas concluiu que "não era mais exatamente inovador".
Entre os mais críticos estava Jack Hawkins, da Slash Film, que nomeou Pânico VI como um dos filmes de terror mais decepcionantes de 2023. "Infelizmente, nenhuma quantidade de cenas ambientadas em Nova York consegue distrair você do quão esgotada essa franquia se tornou", acrescentou Hawkins.

### Distinções
| Prêmio                                              | Data                    | Categoria                       | Indicação                                   | Resultado | Ref.            |
| --------------------------------------------------- | ----------------------- | ------------------------------- | ------------------------------------------- | --------- | --------------- |
| Hollywood Critics Association Midseason Film Awards | 30 de junho de 2023     | Melhor Filme de Terror          | Scream VI                                   | Indicado  | [ 100 ]         |
| Prêmios MTV Movie & TV                              | 7 de maio de 2023       | Melhor Filme                    | Scream VI                                   | Venceu    | [ 101 ]         |
| Prêmios MTV Movie & TV                              | 7 de maio de 2023       | Melhor Luta                     | Courteney Cox (Gale Weathers) vs. Ghostface | Venceu    | [ 101 ]         |
| Prêmios MTV Movie & TV                              | 7 de maio de 2023       | Melhor Canção                   | Demi Lovato – "Still Alive"                 | Indicado  | [ 101 ]         |
| Prêmio Saturno                                      | 4 de fevereiro de 2024  | Melhor Filme de Terror          | Scream VI                                   | Indicado  | [ 102 ]         |
| Prêmios People's Choice                             | 18 de fevereiro de 2024 | O Filme de Drama do Ano         | Jenna Ortega                                | Indicado  | [ 103 ] [ 104 ] |
| Prêmios People's Choice                             | 18 de fevereiro de 2024 | A Atriz do Ano                  | Jenna Ortega                                | Indicado  | [ 103 ] [ 104 ] |
| Prêmios People's Choice                             | 18 de fevereiro de 2024 | A Estrela de Filme de Drama     | Jenna Ortega                                | Venceu    | [ 103 ] [ 104 ] |
| Critics' Choice Super Awards                        | 4 de abril de 2024      | Melhor Atriz em Filme de Terror | Jenna Ortega                                | Indicado  | [ 105 ]         |
| Critics' Choice Super Awards                        | 4 de abril de 2024      | Melhor Filme de Terror          | Scream VI                                   | Indicado  | [ 105 ]         |

## Sequência
Em março de 2023, Bettinelli-Olpin e Gillet estavam "esperançosos" por um sétimo filme da série e disseram que gostariam de continuar a ver mais filmes da franquia "estejamos envolvidos ou não". Eles também declararam que queriam que Campbell retornasse em produções futuras, dizendo: "adoraríamos poder fazer outro filme com ela e não vamos desistir".
Em agosto, Christopher Landon foi anunciado como o diretor do sétimo filme. A produção foi retardada pela greve da SAG-AFTRA de 2023 e pela greve do Writers Guild of America de 2023; os planos foram adiados novamente em 21 de novembro de 2023, quando Melissa Barrera foi demitida do filme por postagens nas redes sociais após defender a Palestina e o fim do genocídio da guerra Israel-Hamas de 2023, que foram interpretadas como "antissemitas" pelos produtores. No dia seguinte, foi anunciado que Ortega não retornaria devido a conflitos de agenda com as filmagens da série da Netflix Wednesday, bem como devido a disputas salariais com o Spyglass Media Group, enquanto também foi relatado que os roteiristas Vanderbilt e Busick agora tinham a tarefa de "começar do zero". Em 23 de dezembro, Landon anunciou que não estava mais associado à sequência, dizendo: "Acho que agora é um momento tão bom quanto qualquer outro para anunciar que saí formalmente de Pânico há 7 semanas. Era um emprego dos sonhos que se transformou em um pesadelo. E meu coração se partiu por todos os envolvidos. Por todos. Mas é hora de seguir em frente."
Em março de 2024, Campbell escreveu em seu Instagram que retornaria como Sidney. Ela também confirmou que Kevin Williamson, roteirista e produtor de vários filmes anteriores da franquia Pânico, dirigiria o filme a partir de um roteiro de Busick, com a Radio Silence retornando como produtora executiva. Cox, Arquette, Gooding e Brown também reprisarão seus respectivos papéis como Gale Weathers, Dewey Riley e os gêmeos Chad e Mindy Meeks-Martin.
Pânico 7 está previsto para ser lançado nos cinemas dos Estados Unidos em fevereiro de 2026 pela Paramount Pictures.